# بان مر
بان مر (الاسم العلمي: Moringa amara) هو نوع نباتي يتبع جنس البان من الفصيلة البانية.  